# Montes Martial
Montes Martial är en bergskedja i Argentina.   Den ligger i provinsen Eldslandet, i den södra delen av landet, 2 400 km söder om huvudstaden Buenos Aires.
Montes Martial sträcker sig 23,6 km i öst-västlig riktning. Den högsta punkten är 1 451 meter över havet.
Topografiskt ingår följande toppar i Montes Martial:
- Cerro Vinciguerra
- Monte Cortés

I omgivningarna runt Montes Martial växer i huvudsak lövfällande lövskog. Runt Montes Martial är det mycket glesbefolkat, med 6 invånare per kvadratkilometer.